# Baluwatar
Baluwatar (nep. बालुवाटार) – gaun wikas samiti w zachodniej części Nepalu w strefie Bheri w dystrykcie Dailekh. Według nepalskiego spisu powszechnego z 2011 roku liczył on 602 gospodarstwa domowe i 3524 mieszkańców (1788 kobiet i 1736 mężczyzn).